# Parhyale hachijoensis
Parhyale hachijoensis is een vlokreeftensoort uit de familie van de Hyalidae. De wetenschappelijke naam van de soort is voor het eerst geldig gepubliceerd in 2002 door Hiwatari.